# Palystes crawshayi
Espèce
Palystes crawshayi est une espèce d'araignées aranéomorphes de la famille des Sparassidae.

## Distribution
Cette espèce se rencontre au Lesotho et en Afrique du Sud.

## Description
La femelle holotype mesure 25 mm.

## Systématique et taxinomie
Cette espèce a été décrite par Pocock en 1902.

## Étymologie
Cette espèce est nommée en l'honneur de Richard Crawshay.

## Publication originale
- Pocock, 1902 : « Descriptions of some new species of African Solifugae and Aranea. » Annals and Magazine of Natural History, sér. 7, vol. 10, p. 6-27 (texte intégral).